# Two for the Seesaw
Two for the Seesaw (br.: Dois na gangorra / pt.: Baloiço para dois) é um filme estadunidense de 1962 do gênero Romance, dirigido por Robert Wise. O roteiro de Isobel Lennart adapta peça teatral de William Gibson.

## Elenco
- Robert Mitchum...Jerry Ryan
- Shirley MacLaine...Gittel « Mosca » Moscawitz
- Edmon Ryan...Frank Taubman
- Elisabeth Fraser...Sophie
- Eddie Firestone...Oscar
- Billy Gray...Senhor Jacoby

## Sinopse
Jerry Ryan é um advogado de Nebraska abalado pelo término de seu casamento de 12 anos. Enquanto espera o divórcio ele vai até Nova Iorque onde não tem licença para advogar e nem tem confiança para prestar o exame pois sempre trabalhou com o ex-sogro milionário. Deprimido com a solidão e pelo pequeno quarto que alugou com o pouco dinheiro que trouxe, ele resolve certo dia ir a uma festa de um artista de Nebraska conhecido seu e conversa rapidamente com a também separada dançarina desempregada e com uma úlcera crônica chamada Gittel. No dia seguinte, data do seu aniversário, ele resolve ligar para ela e os dois saem para jantar. A partir daí começam um relacionamento repleto de altos e baixos mas aos poucos um vai ajudando ao outro a superar o passado e a enfrentar a vida como ela se apresenta.